# Jan Jałocha
Jan Jałocha (Golkowice, 18 luglio 1957) è un ex calciatore polacco, di ruolo centrocampista.